# 丘爾戈
46°16′0″N 17°6′0″E / 46.26667°N 17.10000°E

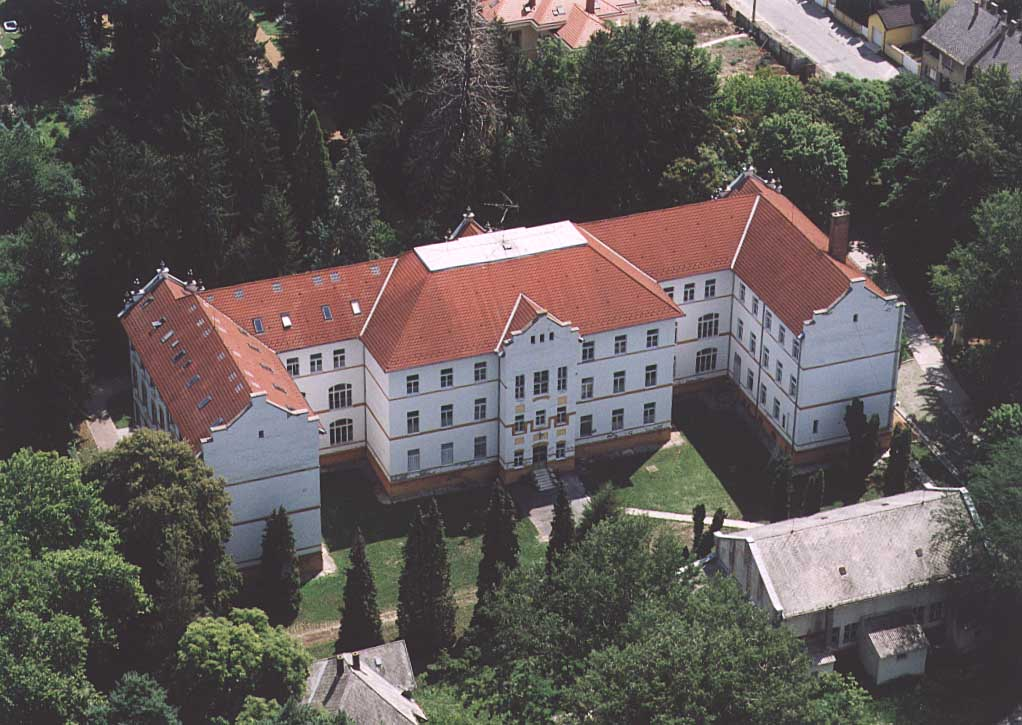

丘爾戈是匈牙利的城鎮，位於該國西南部，毗鄰與克羅地亞接壤的邊境，由紹莫吉州負責管轄，面積59.42平方公里，2011年人口5,248，其中約六成居民信奉天主教。

## 友好城市
- 法國Aumale
- 匈牙利费海尔瓦尔丘尔戈
- 德国海姆豪森
- 荷蘭Markelo
- 羅馬尼亞 達拉巴尼
- 斯洛伐克弗拉布萊
- Vrsar
- 日本湯澤市